# Zwischen neun und neun
Zwischen neun und neun ist ein phantastischer Roman von Leo Perutz aus dem Jahr 1918.

## Aufbau
Der Roman setzt sich aus zwanzig Episoden zusammen, die jeweils ein Kapitel bilden. Die Kapitel schildern nicht nur die Aktionen des Protagonisten, sondern auch Milieus der um 1900 durch die Habsburgermonarchie geprägten Metropole Wien.

## Inhalt
Der recht erfolgreiche Student Stanislaus Demba verstört seine Umgebung durch sein seltsames, für andere nicht nachvollziehbares Verhalten, vor allem auch, weil er seine Hände vom Anfang der Erzählung an unter einem Paletot versteckt. Das gibt dem Leser, aber auch den Personen seiner Begegnung im Roman zunächst über Kapitel hinweg Rätsel auf, da er sich entsprechend ungeschickt verhält. Einmal erregt er gar den Verdacht, er halte eine Pistole verborgen. Demba braucht dringend Geld.
Erst nach sieben Kapiteln erfährt der Leser die Gründe für das sonderbare Verhalten: Demba berichtet seiner jungen Bekannten Steffi, dass er bis acht Uhr abends 200 Kronen benötige, da andernfalls seine Freundin Sonja mit seinem Nebenbuhler nach Venedig fahren werde. Um diese Summe aufzutreiben, wollte der verzweifelte Demba ein vor einem Jahr in der Bibliothek gestohlenes, wertvolles Buch verkaufen. Die Polizei war ihm aber bereits auf der Spur und legte ihm Handschellen an. Er konnte den Polizisten entkommen, indem er aus einem Dachfenster sprang – durch Baumkrone und Sandhaufen gerettet. Im selben Moment schlug es neun Uhr morgens. Seither irrt Demba gefesselt durch Wien.
Die vergebliche Mühe, Geld bei Freunden und Schuldnern aufzutreiben, wird auch in den folgenden Kapiteln zu einer Odyssee Dembas, in einer teilweise selbst herausgeforderten Gratwanderung zwischen Befreiung von den Handschellen und dem Versuch, trotz dieser Belastung ans Ziel zu kommen. Oft steht er kurz vor dem Erhalt des benötigten Geldes, scheitert jedoch aufgrund seiner verborgenen Handschellen. Schließlich ist es halb acht Uhr abends. Die letzte Hoffnung verfliegt, nachdem ein Schlüssel nicht passt, den Steffi inzwischen besorgt hat und in seiner Wohnung an den Fesseln ausprobiert. Demba kapituliert. Er sieht ein, dass auch eine noch so kurze Haftverurteilung ihm später die „Handschellen“ nicht abstreifen kann, ihn als Vorbestraften in einer bürgerlichen Gesellschaft lebenslang zum Verbrecher stempeln würde. Steffis Liebe erkennt er zu spät. Verwirrt findet er sich plötzlich wieder in der Dachkammer, als die Turmuhr neunmal schlägt: Eine Turmuhr schlägt. Neun Uhr! Morgens? Abends? Wo bin ich? Wo war ich?
Während die Glocken noch läuten, beugen sich Polizisten im Hof über den Sterbenden. Es ist nicht Abend, sondern neun Uhr morgens. Während Demba im Sterben liegt, scheint er alle zuvor geschilderten Abenteuer im Geiste zu erleben: Seine Augen lebten. Seine Augen irrten ruhelos durch die Straßen der Stadt, schweiften über Gärten und Plätze, tauchten unter in der brausenden Wirrnis des Daseins... Bei seinem tödlichen Sturz haben sich die Handschellen geöffnet, sterbend ist er frei.
Ob Demba bereits morgens auf der Flucht vor Polizei tödlich verunglückt ist und der gesamte Roman damit lediglich die Vision eines Sterbenden schildert, bleibt unklar. Diese Indifferenz wurde von Perutz bewusst konstruiert, indem er eine unauflösbare Spannung zwischen der Erzählweise und dem Erzählten aufbaut: Wenn Demba den geschilderten Tag tatsächlich erlebt hat, wieso ist es bei seinem Tod dann immer noch neun Uhr morgens? Wenn Demba den Tag nur halluziniert hat, wieso wird das Geschehen dann teils aus der Perspektive anderer Personen geschildert?

## Sonstiges
Das 15. Kapitel widmet Perutz der Beschreibung einer Partie Bukidomino, eines Anfang des 20. Jahrhunderts in Wien weit verbreiteten Glücksspiels.
In seiner erzählerischen Struktur – der Großteil der Handlung spielt sich nur im Kopf eines sterbenden Menschen ab – folgt der Roman einem klassischen Muster der phantastischen Literatur, wie es etwa auch bei Ambrose Bierce (An Occurrence at Owl Creek Bridge) oder bei Perutz’ Freund und Zeitgenossen Alexander Lernet-Holenia (Der Baron Bagge) zu finden ist.
Der Roman war ein großer Erfolg, wurde in mehrere Sprachen übersetzt und markierte Perutz’ Durchbruch als Autor. Bereits 1922 erwarb das Studio Metro-Goldwyn-Mayer die Filmrechte; zu einer Verfilmung kam es aber bis heute nicht.
Der Stoff wurde aber mehrfach für die Bühne umgesetzt, so etwa in den 1920er Jahren von Hans Sturm, 2010 von den Regisseurinnen Viktorie Knotková und Anna Maria Krassnigg im Wiener Salon5 oder 2013 von Philip C. Montasser im  Haus der kleinen Künste in München.
Alfred Hitchcock wurde durch das Buch zu der Handschellenszene in seinem Film The Lodger von 1923 angeregt.

## Ausgaben
Die Erstausgabe erschien 1918 im Albert Langen Verlag. In verschiedenen Zeitungen Prags, Wiens und Berlins wurde er unter dem Titel Freiheit vorabgedruckt. 
- Zwischen neun und neun. Herausgegeben und mit einem Nachwort von Hans-Harald Müller. Zsolnay, Wien 2017. ISBN 978-3-552-05848-4.
- Zwischen neun und neun. Herausgegeben und mit einem Nachwort von Hans-Harald Müller. dtv, München 2004. ISBN 978-3-423-13229-9

## Sekundärliteratur
- Uwe Durst: Der Perspektive-Handlungskonflikt in Perutz’ Roman ‚Zwischen neun und neun‘. In: Sprachkunst. XLII, 2/2011, S. 301–320.
- Katrin Stepath: Gegenwartskonzepte. Würzburg 2006, S. 221–234, ISBN 3-8260-3292-6 (Stepath behandelt Zwischen Neun und Neun aus erzähltheoretischer Sicht).

## Nachweise
1. ↑  http://www.dramashop.eu/download/znun_produktionsbeschreibung.pdf
2. ↑  In Mr. Hitchcock, wie haben Sie das gemacht? von François Truffaut